# LHCf
Il Large Hadron Collider forward, abbreviato LHCf, è uno dei nove rivelatori di particelle (ALICE, ATLAS, CMS, FASER, LHCb, LHCf, MoEDAL, SND e TOTEM) costruiti per il Large Hadron Collider (LHC), un acceleratore di particelle al Centro Europeo Ricerche Nucleari (CERN) presso Ginevra.

## Caratteristiche
L'LHCf utilizza le collisioni di particelle del Large Hadron Collider per simulare i raggi cosmici in laboratorio. È composto da due rivelatori che si trovano lungo la linea di fascio di LHC, a 140 metri su entrambi i lati del punto di collisione IP1 di ATLAS. Ciascuno dei due rivelatori pesa 40 kg e misura 30 cm di lunghezza, 80 cm di altezza e 10 cm di larghezza. L'esperimento LHCf coinvolge 30 ricercatori provenienti da 9 istituti in 5 paesi (novembre 2012).

## Finalità scientifiche
Il Large Hadron Collider forward aiuterà a spiegare l'origine dei raggi cosmici ad altissima energia. Inoltre i risultati completeranno quelli provenienti dall'Osservatorio Pierre Auger in Argentina e dal Cherenkov Telescope Array nello Utah.